# Futbol'nyj Klub Gazovik Orenburg 2015-2016
Questa voce raccoglie le informazioni riguardanti il Gazovik Orenburg nelle competizioni ufficiali della stagione 2015-2016.

## Stagione
Fu l'ultima disputata con questa denominazione; dalla stagione successiva il club assunse il nome di Orenburg.
Mentre il cammino in Coppa si interruppe immediatamente, in campionato la squadra trovò l'immediato ritorno in massima serie.

## Rosa
Fonte: 
| N. |                       | Ruolo | Calciatore           |
| -- | --------------------- | ----- | -------------------- |
|    | Russia (bandiera)     | P     | Dmitrij Abakumov     |
|    | Russia (bandiera)     | P     | Dmitri Chvanov       |
|    | Russia (bandiera)     | P     | Aleksandr Rudenko    |
|    | Russia (bandiera)     | D     | Ade                  |
|    | Russia (bandiera)     | D     | Kamalutdin Akhmedov  |
|    | Russia (bandiera)     | D     | Dmitri Andreev       |
|    | Russia (bandiera)     | D     | Almaz Askarov        |
|    | Russia (bandiera)     | D     | Inal Getigezhev      |
|    | Russia (bandiera)     | D     | Andrej Malych        |
|    | Russia (bandiera)     | D     | Vladimir Polujachtov |
|    | Tagikistan (bandiera) | D     | Farchod Vasiev       |
|    | Uzbekistan (bandiera) | C     | Vadim Afonin         |
|    | Russia (bandiera)     | C     | Sergej Breev         |

| N. |                     | Ruolo | Calciatore         |
| -- | ------------------- | ----- | ------------------ |
|    | Russia (bandiera)   | C     | Aleksey Druzin     |
|    | Russia (bandiera)   | C     | Igor Koronov       |
|    | Russia (bandiera)   | C     | Vladimir Parnyakov |
|    | Russia (bandiera)   | C     | Marat Shogenov     |
|    | Russia (bandiera)   | C     | Roman Vorob'jov    |
|    | Lettonia (bandiera) | C     | Artūrs Zjuzins     |
|    | Russia (bandiera)   | A     | Khyzyr Appaev      |
|    | Russia (bandiera)   | A     | Artem Delkin       |
|    | Russia (bandiera)   | A     | Anton Kobjalko     |
|    | Russia (bandiera)   | A     | Ivan Markelov      |
|    | Russia (bandiera)   | A     | Samat Sarsenov     |
|    | Russia (bandiera)   | A     | Nikita Satalkin    |

## Risultati

### Campionato
| Orenburg 11 luglio 2015 1ª giornata | Gazovik Orenburg | 2 – 0 referto | KAMAZ | Stadio Gazovik |

| Mosca 15 luglio 2015 2ª giornata | Spartak-2 Mosca | 1 – 0 referto | Gazovik Orenburg | Manež CUSK Spartak |

| Orenburg 20 luglio 2015 3ª giornata | Gazovik Orenburg | 1 – 0 referto | Fakel Voronež | Stadio Gazovik |

| Irkutsk 27 luglio 2015 4ª giornata | Bajkal Irkutsk | 0 – 3 referto | Gazovik Orenburg | Trud Stadium |

| Orenburg 3 agosto 2015 5ª giornata | Gazovik Orenburg | 1 – 0 referto | Zenit-2 | Stadio Gazovik |

| Tula 10 agosto 2015 6ª giornata | Arsenal Tula | 0 – 3 referto | Gazovik Orenburg | Stadio Arsenal |

| Orenburg 17 agosto 2015 7ª giornata | Gazovik Orenburg | 3 – 1 referto | Tosno | Stadio Gazovik |

| Tomsk 23 agosto 2015 8ª giornata | Tom' Tomsk | 1 – 0 referto | Gazovik Orenburg | Trud Stadium |

| Orenburg 31 agosto 2015 9ª giornata | Gazovik Orenburg | 2 – 0 referto | Torpedo Armavir | Stadio Gazovik |

| Orenburg 7 settembre 2015 10ª giornata | Gazovik Orenburg | 2 – 0 referto | Šinnik | Stadio Gazovik |

| Astrachan' 14 settembre 2015 11ª giornata | Volgar' Astrachan' | 0 – 1 referto | Gazovik Orenburg | Stadio Centrale di Kazan' |

| Orenburg 20 settembre 2015 12ª giornata | Gazovik Orenburg | 1 – 1 referto | Enisej | Stadio Gazovik |

| Tjumen' 28 settembre 2015 13ª giornata | Tjumen' | 0 – 4 referto | Gazovik Orenburg | Stadio Geolog |

| Orenburg 4 ottobre 2015 14ª giornata | Gazovik Orenburg | 2 – 0 referto | Luč-Ėnergija | Stadio Gazovik |

| Chabarovsk 11 ottobre 2015 15ª giornata | SKA-Ėnergija | 1 – 1 referto | Gazovik Orenburg | Stadion SKA DVO im. V. I. Lenina |

| Orenburg 15 ottobre 2015 16ª giornata | Gazovik Orenburg | 2 – 1 referto | Sokol Saratov | Stadio Gazovik |

| Nižnij Novgorod 19 ottobre 2015 17ª giornata | Volga Nižnij Novgorod | 1 – 3 referto | Gazovik Orenburg | Stadio Lokomotiv |

| Orenburg 25 ottobre 2015 18ª giornata | Gazovik Orenburg | 2 – 1 referto | Sibir' | Stadio Gazovik |

| Kaliningrad 1º novembre 2015 19ª giornata | Baltika | 2 – 1 referto | Gazovik Orenburg | Stadio Baltika |

| Orenburg 8 novembre 2015 20ª giornata | Gazovik Orenburg | 2 – 0 referto | Spartak-2 Mosca | Stadio Gazovik |

| Voronež 15 novembre 2015 21ª giornata | Fakel Voronež | 1 – 2 referto | Gazovik Orenburg | Central'nyj stadion profsojuzov |

| Orenburg 21 novembre 2015 22ª giornata | Gazovik Orenburg | 2 – 0 referto | Bajkal Irkutsk | Stadio Gazovik |

| San Pietroburgo 25 novembre 2015 23ª giornata | Zenit-2 | 1 – 2 referto | Gazovik Orenburg | SK Petrovskij (MSA) |

| Orenburg 29 novembre 2015 24ª giornata | Gazovik Orenburg | 4 – 1 referto | Arsenal Tula | Stadio Gazovik |

| San Pietroburgo 12 marzo 2016 25ª giornata | Tosno | 0 – 1 referto | Gazovik Orenburg | SK Petrovskij (MSA) |

| Orenburg 16 marzo 2016 26ª giornata | Gazovik Orenburg | 1 – 0 referto | Tom' Tomsk | Stadio Gazovik |

| Armavir 20 marzo 2016 27ª giornata | Torpedo Armavir | 3 – 0 referto | Gazovik Orenburg | Stadion Junost' |

| Jaroslavl' 27 marzo 2016 28ª giornata | Šinnik | 0 – 1 referto | Gazovik Orenburg | Stadio Šinnik |

| Orenburg 3 aprile 2016 29ª giornata | Gazovik Orenburg | 0 – 0 referto | Volgar' Astrachan' | Stadio Gazovik |

| Krasnojarsk 7 aprile 2016 30ª giornata | Enisej | 0 – 1 referto | Gazovik Orenburg | Manež Futbol-Arena Enisej |

| Orenburg 11 aprile 2016 31ª giornata | Gazovik Orenburg | 1 – 1 referto | Tjumen' | Stadio Gazovik |

| Vladivostok 18 aprile 2016 32ª giornata | Luč-Ėnergija | 1 – 1 referto | Gazovik Orenburg | Stadio Dinamo |

| Orenburg 25 aprile 2016 33ª giornata | Gazovik Orenburg | 0 – 0 referto | SKA-Chabarovsk | Stadio Gazovik |

| Saratov 2 maggio 2016 34ª giornata | Sokol Saratov | 0 – 2 referto | Gazovik Orenburg | Stadio Lokomotiv |

| Orenburg 6 maggio 2016 35ª giornata | Gazovik Orenburg | 1 – 1 referto | Volga Nižnij Novgorod | Stadio Gazovik |

| Novosibirsk 10 maggio 2016 36ª giornata | Sibir' | 1 – 1 referto | Gazovik Orenburg | Spartak Stadium |

| Orenburg 15 maggio 2016 37ª giornata | Gazovik Orenburg | 2 – 0 referto | Baltika | Stadio Gazovik |

| Naberežnye Čelny 21 maggio 2016 38ª giornata | KAMAZ | 0 – 3 referto | Gazovik Orenburg | Stadion KamAZ |

### Kubok Rossii
| Saratov 26 agosto 2015 4º turno | Sokol Saratov | 1 – 0 referto | Gazovik Orenburg | Stadio Lokomotiv |